# Conanicut Island
Conanicut Island – druga pod względem powierzchni wyspa w zatoce Narragansett w amerykańskim stanie Rhode Island. Jest połączona od wschodu z Newport na Aquidneck Island mostem Claiborne Pell, znanym jako most Newport, a od zachodu z North Kingstown na stałym lądzie mostem Jamestown-Verrazano. Na wyspie położone jest miasto Jamestown. Wyspa w całości należy administracyjnie do hrabstwa Newport. Według United States Census Bureau wyspa ma powierzchnię 24,46 km² (9,45 mili²). Według danych z 2000 roku miała 5622 mieszkańców.

## Historia
Około 1300 roku p.n.e. wyspę zamieszkiwało, co najmniej sezonowo, wielu Indian. Na Conanicut Island znajduje się największy cmentarz indiański w Nowej Anglii. Znaleziska archeologiczne odkryte w pobliżu miejscowej szkoły podstawowej potwierdzają ciągłość osadnictwa na wyspie przez 3000 lat. Nazwa wyspy upamiętnia wodza plemienia Narragansettów, który zamieszkawszy na niej przeniósł tu swoją królewską rezydencję.
W 1636 lub 1637 holenderscy handlarze futrami zakupili sąsiadującą z Conanicut bezpośrednio od zachodu wyspę Quentenis i uczynili ją swoją bazą. Obecnie znajduje się na niej część zabudowań Jamestown.
W 1638 Anglicy porozumieli się z Indianami, uzyskując zgodę na wypasanie na wyspie owiec. Obecna nazwa wyspy upamiętnia indiańskiego wodza, który wydał na to zgodę, a owca znajduje się w centralnym miejscu herbu Jamestown.
Conanicut Island wchodziła w skład terytorium wyspiarskiego, na które patent od Anglików otrzymał w 1651 roku William Coddington.
W 1657 konsorcjum złożone z około setki osób wykupiło Conanicut Island, Dutch Island i Gould Island. Podzielili oni Conanicut Island na około tuzina dużych połaci, pozostawiając część Conanicut oraz całą Dutch Island do wspólnego użytku. Benedict Arnold, jeden z nabywców i prapradziadek swego imiennika, został gubernatorem kolonii Rhode Island w tym samym roku.
Stosunki Indian z nowo przybyłymi kolonistami były stosunkowo poprawne przez około 40 lat. Konflikty wybuchały raczej w kilku miejscach na południu Nowej Anglii, prowadząc do wydarzeń znanych jako wojna króla Filipa. Choć Conanicut Island nadal zamieszkiwało wielu Indian, po 1676 roku dominującą rolę na wyspie odgrywali już koloniści.
W 1725 ustanowiono połączenie promowe z Newport, a w 1748 z South Kingstown.